# Проценко, Татьяна Анатольевна
Татья́на Анато́льевна Проце́нко (в замужестве Войтю́к; 8 апреля 1968, Москва — 19 мая 2021, Москва) — советская и российская актриса, известная по роли Мальвины в фильме «Приключения Буратино» (1975).

## Биография
Родилась 8 апреля 1968 года в Москве. Отец возглавлял управление документальных фильмов Комитета по кинематографии при Совете министров СССР (Кинокомитет СССР), мать работала диспетчером в аэропорту Внуково.
По рассказам Татьяны Проценко, ассистент режиссёра фильма «Приключения Буратино» познакомилась с ней в поезде. Пройдя сложные кинопробы, Татьяна была утверждена на роль режиссёром фильма Леонидом Нечаевым.
Инна Веткина, сценарист «Приключений Буратино», специально для Тани Проценко написала сценарий фильма «Про Красную Шапочку», но из-за сотрясения мозга, случившегося вследствие падения на велосипеде незадолго до съёмок, ей не разрешили сниматься, и роль Красной Шапочки сыграла Яна Поплавская.
Татьяна Проценко окончила киноведческое отделение ВГИКа, стала поэтессой и работала в Центре Ролана Быкова. Была членом Международной федерации журналистов.
В 2018 году у неё был диагностирован рак, после операции она вернулась к обычной жизни, но вскоре болезнь вновь стала прогрессировать. Позже актриса заразилась коронавирусом.
Скончалась 19 мая 2021 года в возрасте 53 лет в Москве. Была похоронена 22 мая в одной могиле с отцом на Пыхтинском кладбище Москвы.

## Семья
- Первый муж — Аркадий Дубинин, сотрудник студии компьютерной графики.
  - Дочь — Анна (род. 15 сентября 1999). Окончила филологический факультет Российского университета дружбы народов[6]
- Второй муж — актёр и журналист Алексей Войтюк, исполнитель роли Иванушки (Ивана-подкидыша) в советском фильме-сказке «После дождичка, в четверг…» (1985).
  - Сын — Владимир (род. 7 июля 2004). Активно работает в дубляже[6], является студентом Института театрального искусства[7].